# 布洛蔡姆
布洛蔡姆（法語：Blotzheim，法語發音：[blɔtsaim] ⓘ）是法国上莱茵省的一个市镇，位于该省东南部，属于米卢斯区。

## 地名
由于语源问题，该地名“Blotzheim”拼读方式不符合法语正字法，其标准发音为[blɔtsaim]，根据实际发音其应译作“布洛蔡姆”，《世界地名翻译大辞典》与《世界地名译名词典》将其误译作“布洛泽姆”。

## 地理
布洛蔡姆（47°36'6"N, 7°29'43"E）面积14.6 平方千米，位于法国大東部大區上莱茵省，该省份为法国东部内陆省份，是阿尔萨斯的一部分，今与下莱茵省组成了阿尔萨斯欧洲集体，其北临下莱茵省，西接孚日省，西南接贝尔福地区省，东侧沿莱茵河与德国相望，南与瑞士接壤。
与布洛蔡姆接壤的市镇（或旧市镇、城区）包括：巴尔特奈姆、圣路易、埃桑格、米谢尔巴克莱巴、布林凯姆。
布洛蔡姆的时区为UTC+01:00、UTC+02:00（夏令时）。

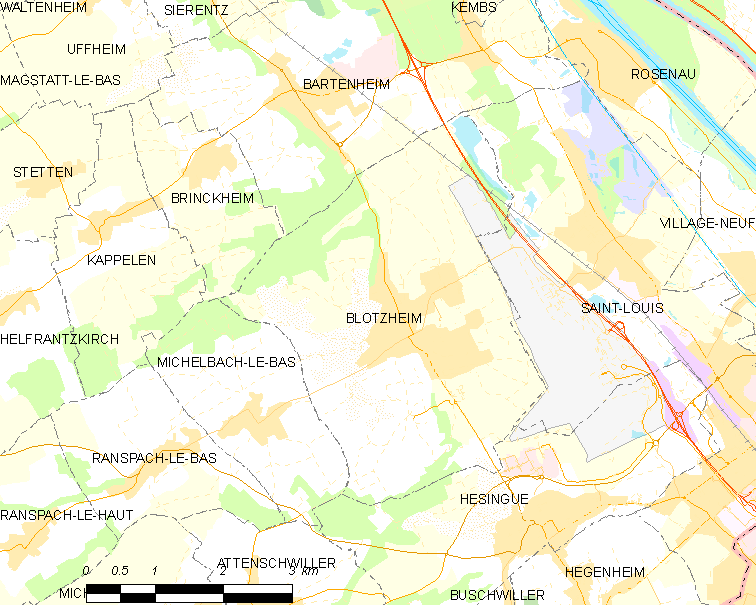
布洛蔡姆的OSM定位图

## 行政
布洛蔡姆的邮政编码为68730，INSEE市镇编码为68042。

## 政治
布洛蔡姆所属的省级选区为圣路易县。

## 人口

1962-2008年间布洛蔡姆人口变化图示

布洛蔡姆于2022年1月1日时的人口数量为5077人。